# 제인 레비
제인 리비(영어: Jane Levy, 영어 발음: /ˈliːvi/, 1989년 12월 29일 ~ )는 미국의 배우이다. 2011년 초부터 2014년까지 코미디 드라마 《서버가토리》의 테사 올트먼 역을 연기해 이름을 알렸다. 이 외의 대표작으로는 영화 《이블 데드》(2013)와 《맨 인 더 다크》(2016) 등이 있다.

## 작품 목록

### 영화
- 펀 사이즈 (2012)
- 이블 데드 (2013)
- 은밀한 유혹: 내가 잠든 동안에 (2014)
- 맨 인 더 다크 (2016)
- 몬스터 트럭 (2016)
- 루스에게 생긴 일 (2017)
- 오피스 배틀 로얄 (2018)
- 톡식 어벤저 (2023)

### 텔레비전
- 셰임리스 (2011)
- 서버가토리 (2011-14)
- 트윈 픽스 (2017)
- 캐슬록 (2018)
- 왓/이프 (2019)
- 조이의 특별한 플레이리스트 (2020-21)